# Золотая баба (фильм)
«Золотая баба» — художественный фильм, поставленный режиссером В. М. Кобзевым на Свердловской киностудии по мотивам одноименной историко-приключенческой повести уральского писателя С. Н. Плеханова, впервые опубликованой в 1985 году в литературном альманахе «Приключения-85» издательства «Молодая гвардия».

## Сюжет
1730-е годы, Средний Урал. В непроходимых уральских лесах проживает таёжный народ вогулов (манси), сохранивший обычаи своих предков. Как и любой народ, вогулы имеют свою историю, свои традиции и богов, главным из которых считается Золотая Баба — богиня-покровительница вогулов Калтась-эква.
Много веков назад золотая статуя богини стояла на вершине горы, и любой мог прийти и попросить её о помощи. Но прошли годы, и опасение за сохранность богини, сделанной из чистого золота, заставила вогуличей спрятать её от посторонних глаз. Легенды о «золотой бабе» живы в этих краях и по сей день, и много охотников погибло, пытаясь её отыскать.
Алчный и честолюбивый тобольский губернатор Коврин, узнав о дружбе работного человека Ивана с вогулами, отправляет его в тайгу на поиски золотой богини, а в обмен на неё обещает вернуть ему невесту Анну и дать свободу…

## Места съёмок
- Некоторые сцены фильма снимались на территории Тобольска, в частности в Тобольском Кремле.

## В ролях
- Сергей Парфёнов — Иван
- Кенжибай Дюсембаев — Алпа
- Валентин Голубенко — Жиляй
- Альберт Филозов — Губернатор Коврин
- Лев Борисов — приказчик Тихон, отец Анютки
- Нурмухан Жантурин — Евдей
- Гульмира Рымбаева — Пилай
- Людмила Николаева — Анна
- Владимир Суворов
- Болот Бейшеналиев — шаман Воюпта

## Съёмочная группа
- Автор сценария: Сергей Плеханов
- Режиссёр: Виктор Кобзев
- Оператор: Рудольф Мещерягин
- Композитор: Альгирдас Паулавичюс
- Художник: Валерий Кукенков
- Художник по костюмам: Наташа Зайцева
- Директор картины: Евгений Калинин
- Второй оператор: Георгий Майер
- Ассистенты оператора: Александр Папченко Архивная копия от 27 марта 2009 на Wayback Machine, Михненков